# کشش جبرانی
در آواشناسی، کشش جبرانی (انگلیسی: Compensatory lengthening) زمانی رخ می‌دهد که یک واج به جبران آن‌چه حذف شده‌است، کشیده شود.
بنابر این، کشش جبرانی به فرایندی از کشش یک واج (بیشتر واکه) اشاره می‌کند که این کشش، پاسخی به فرایند حذف یا کوتاه‌شدگی واج دیگر باشد.
برای نمونه در برخی گویش‌های فارسی در واژه‌هایی نظیر مَعدن و جَعبه با حدف عین در تلفظ، فتحه اول کشیده‌تر تلفظ می‌شود.
در کشش جبرانی، یک واکه، دو همخوان به دنبال دارد و هنگامی که یکی از همخوان‌ها حذف شود، به جبران واج حذف‌شده، واکه پیشین آن کشیده می‌شود. کشش جبرانی معمولاً به صورت قاعده صوری زیر بیان می‌شود:
VCC ----> V: C
کشش جبرانی زمانی به‌وجود می‌آید که مورای آزاد در پایانهٔ هجا به هیچ عنصر واجی در لایه واج متصل نباشد. 